# Estación meteorológica de Grytviken
La estación meteorológica de Grytviken, también denominada Observatorio Meteorológico y Magnético Argentino de Grytviken, fue una oficina meteorológica de la República Argentina, dependiente del Ministerio de Agricultura de la Nación. Se encontraba ubicada en las coordenadas 54°17′01.55″S 36°29′46.3″O / -54.2837639, -36.496194, a 4 m s. n. m., en las islas Georgias del Sur.
Fue la tercera estación meteorológica permanente de Argentina en los mares australes, tras el observatorio creado en 1901 en la isla Observatorio del archipiélago de Año Nuevo, y el Observatorio Meteorológico y Magnético de las Orcadas del Sud, creada en 1904 y que continúa funcionando en la actualidad.

## Historia

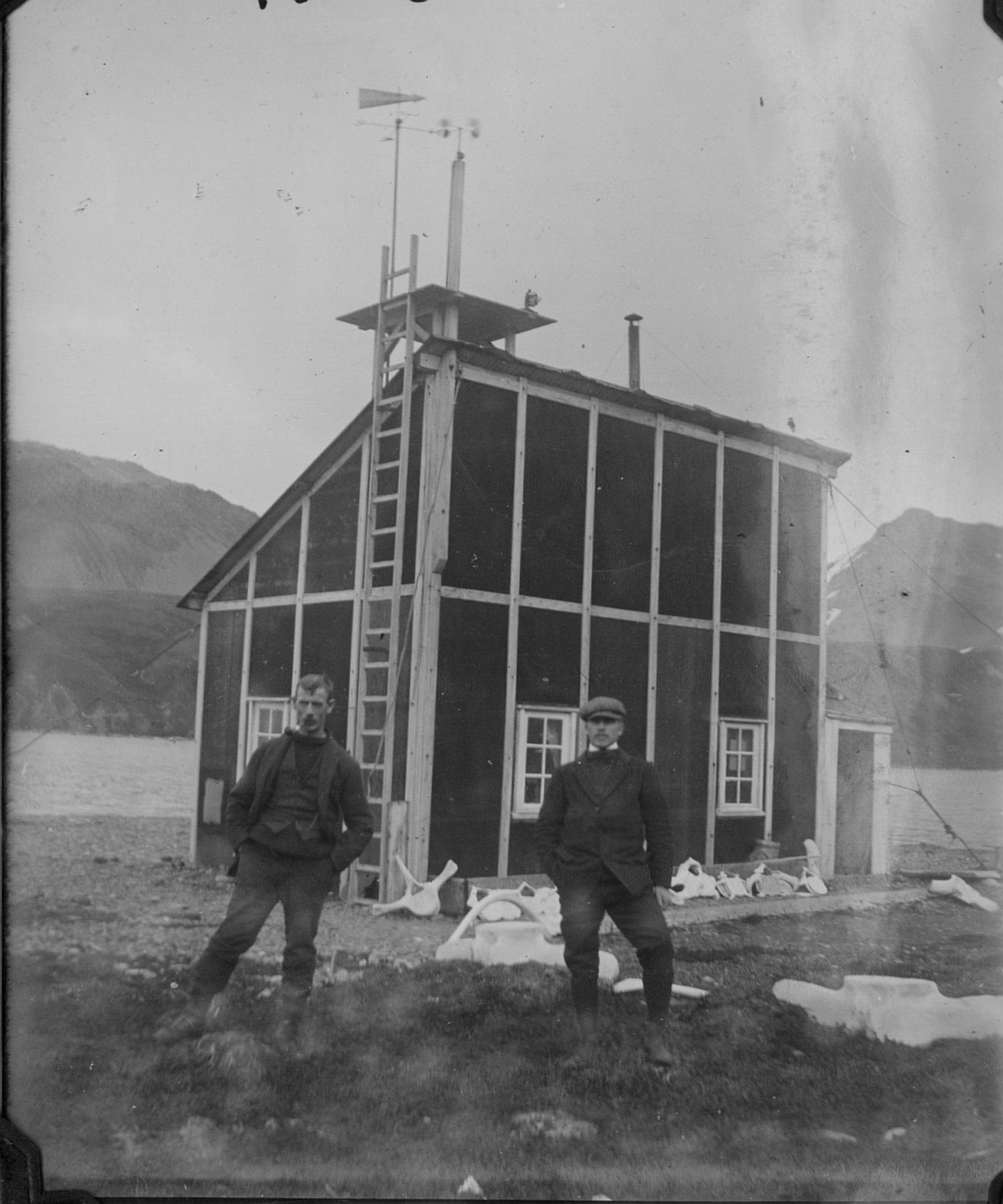
Casa del meteorólogo argentino.
Fuente: Departamento de Estudios Históricos Navales de la Armada Argentina.

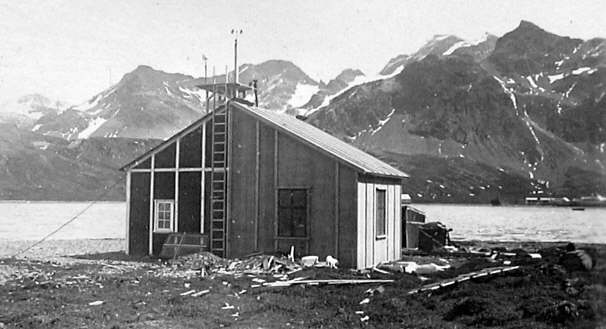
Otra vista del observatorio.
Fuente: Departamento de Estudios Históricos Navales de la Armada Argentina.

La estación meteorológica y magnética comenzó a funcionar el 1 de enero de 1905, según fuentes argentinas, y el 15 de enero de 1905 según fuentes británicas, contando con la leyenda «Oficina Meteorológica Argentina», luciendo el Escudo Nacional en chapa y disponiendo de un mástil donde se izaba la bandera de la Argentina, con lo que se constituyó en la primera dependencia oficial de la República Argentina en la isla San Pedro. El buque ARA Guardia Nacional había ayudado con la instalación de la edificación. Tras su instalación no hubo protestas extranjeras inmediatas.
Fue solicitada y construida por la Compañía Argentina de Pesca, que prometió al Ministerio de Agricultura argentino que su sostenimiento estaría a cargo de ella y funcionó ininterrumpidamente hasta el 1 de enero de 1950, cuando militares británicos desalojaron por la fuerza a los civiles argentinos que trabajaban allí, entregando los instrumentos incautados a la Compañía Argentina de Pesca en Montevideo. A partir de ese día, la base británica tomó a su cargo las mediciones meteorológicas, relevando a la compañía de esa responsabilidad. Tras el acto de fuerza no hubo protestas del Gobierno de Argentina hasta 1952. Otras fuentes citan el desalojo de los civiles argentinos en 1943, en 1945 y en 1949.
Cuando comenzó a funcionar, fue el propio Carl Anton Larsen quién asentó en su libro las primeras observaciones atmosféticas. Desde agosto de 1905 hasta 1907, la tarea la continuó el sueco Eric Nordenhaag. Las observaciones se hacían tres veces al día, se recopilaban y eran enviadas periódicamente a Buenos Aires a través de los buques de la Compañía de Pesca y de la Armada Argentina. Estos buques también abastecían al observatorio.
En un primer momento el observatorio funcionó en las instalaciones de la compañía ballenera con instrumental cedido por la Oficina Meteorológica Argentina, pero en 1907 fue trasladado adyacente a la punta King Edward (o punta Coronel Zelaya), en una sitio que la compañía arrendó al Gobierno británico. El edificio del observatorio fue cedido por la compañía para el uso como oficina, y consistía en una construcción modesta ubicada sobre una loma, apartado de la estación ballenera. Luego se instaló una baliza de luz blanca a destellos en sus cercanías.
Al momento de construirse la estación ballenera, el Ministerio de Relaciones Exteriores y de la Mancomunidad de Naciones, que reclamaba la isla, realizó un informe señalando el izado la Bandera del Reino Unido como símbolo de soberanía y la propuesta de concederle a los argentinos un contrato de arrendamiento que les permitiría permanecer en los territorios bajo ciertas condiciones. Dicho contrato duraría 21 años con una renta pequeña y la obligación de dar un parte anual y de entregar una copia de todas las observaciones meteorológicas. En 1908 el Gobierno británico envió un magistrado a Grytviken para prestar servicios administrativos, y estableció una oficina postal y un puesto de policía en la base King Edward Point (ubicada en la punta Coronel Zelaya). Por un tiempo ambas banderas convivieron sobre las islas.
En el Derrotero Argentino de 1953, editado por el Servicio de Hidrografía Naval, aparece publicada una tabla con los registros del observatorio de Grytviken entre los años 1905 y 1943.
Su función como observatorio magnético fue la de medición sistemática de las componentes vertical y horizontal del campo magnético terrestre para conocer la declinación magnética, y corregir las cartas náuticas, estableciendo el rumbo de los buques.
Las autoridades británicas continuaron utilizando el edificio hasta que se construyó en las cercanías una nueva estación radial y meteorológica entre 1957 y 1969. El edificio original fue demolido por el British Antarctic Survey en 1974, como consecuencia de la reducción de gastos del programa de mantenimiento de las estructuras de Grytviken, ya que el edificio se encontraba en ruinas.

## Clima
Según la clasificación climática de Köppen, la estación entra en el clima de tundra: frío y húmedo, con ligeras fluctuaciones en los valores registrados a lo largo del año. La estación meteorológica argentina registró los siguientes datos:
Temperaturas promedios
- Temperatura media anual: 1,6 °C
- Promedio del mes más caluroso: 5,1 °C (febrero)
- Promedio del mes más frío: -2,0 °C (agosto)

Registros meteorológicos
- Presión atmosférica promedio: 996,9 hPa
- Vientos predominantes del sector oeste
- Velocidad promedio del viento: 15 km/h

Precipitaciones
- Días de lluvia del año: 200 (especialmente entre marzo y agosto)
- Precipitación anual: 1.340,7 mm
- Bajo porcentaje de nieblas.

Cuadro estadístico
| Parámetros climáticos promedio de Grytviken, Georgia del Sur (1905–1950) | Parámetros climáticos promedio de Grytviken, Georgia del Sur (1905–1950) | Parámetros climáticos promedio de Grytviken, Georgia del Sur (1905–1950) | Parámetros climáticos promedio de Grytviken, Georgia del Sur (1905–1950) | Parámetros climáticos promedio de Grytviken, Georgia del Sur (1905–1950) | Parámetros climáticos promedio de Grytviken, Georgia del Sur (1905–1950) | Parámetros climáticos promedio de Grytviken, Georgia del Sur (1905–1950) | Parámetros climáticos promedio de Grytviken, Georgia del Sur (1905–1950) | Parámetros climáticos promedio de Grytviken, Georgia del Sur (1905–1950) | Parámetros climáticos promedio de Grytviken, Georgia del Sur (1905–1950) | Parámetros climáticos promedio de Grytviken, Georgia del Sur (1905–1950) | Parámetros climáticos promedio de Grytviken, Georgia del Sur (1905–1950) | Parámetros climáticos promedio de Grytviken, Georgia del Sur (1905–1950) | Parámetros climáticos promedio de Grytviken, Georgia del Sur (1905–1950) |
| Mes                                                                      | Ene.                                                                     | Feb.                                                                     | Mar.                                                                     | Abr.                                                                     | May.                                                                     | Jun.                                                                     | Jul.                                                                     | Ago.                                                                     | Sep.                                                                     | Oct.                                                                     | Nov.                                                                     | Dic.                                                                     | Anual                                                                    |
| ------------------------------------------------------------------------ | ------------------------------------------------------------------------ | ------------------------------------------------------------------------ | ------------------------------------------------------------------------ | ------------------------------------------------------------------------ | ------------------------------------------------------------------------ | ------------------------------------------------------------------------ | ------------------------------------------------------------------------ | ------------------------------------------------------------------------ | ------------------------------------------------------------------------ | ------------------------------------------------------------------------ | ------------------------------------------------------------------------ | ------------------------------------------------------------------------ | ------------------------------------------------------------------------ |
| Temp. máx. abs. (°C)                                                     | 24.5                                                                     | 26.5                                                                     | 28.8                                                                     | 19.1                                                                     | 17.5                                                                     | 14.0                                                                     | 13.6                                                                     | 13.2                                                                     | 17.0                                                                     | 20.0                                                                     | 22.5                                                                     | 21.5                                                                     | 28.8                                                                     |
| Temp. máx. media (°C)                                                    | 8.5                                                                      | 9.2                                                                      | 8.4                                                                      | 5.7                                                                      | 2.9                                                                      | 0.9                                                                      | 1.3                                                                      | 1.5                                                                      | 3.6                                                                      | 5.4                                                                      | 6.6                                                                      | 7.7                                                                      | 5.2                                                                      |
| Temp. media (°C)                                                         | 4.5                                                                      | 5.1                                                                      | 4.4                                                                      | 2.6                                                                      | 0.3                                                                      | -1.7                                                                     | -1.5                                                                     | -2.0                                                                     | -0.3                                                                     | 1.4                                                                      | 2.8                                                                      | 3.6                                                                      | 1.6                                                                      |
| Temp. mín. media (°C)                                                    | 1.5                                                                      | 1.7                                                                      | 1.0                                                                      | −0.7                                                                     | −3.1                                                                     | −4.5                                                                     | −4.6                                                                     | −4.9                                                                     | −3.2                                                                     | −1.9                                                                     | −0.4                                                                     | 0.5                                                                      | -1.6                                                                     |
| Temp. mín. abs. (°C)                                                     | −4.1                                                                     | −3.7                                                                     | −6.3                                                                     | −9.8                                                                     | −11.4                                                                    | −14.6                                                                    | −15.2                                                                    | −19.2                                                                    | −18.4                                                                    | −11.0                                                                    | −6.4                                                                     | −5.4                                                                     | −19.2                                                                    |
| Precipitación total (mm)                                                 | 88.8                                                                     | 113.5                                                                    | 129.5                                                                    | 130.6                                                                    | 142.9                                                                    | 124.8                                                                    | 143.7                                                                    | 128.3                                                                    | 94.3                                                                     | 67.9                                                                     | 90.2                                                                     | 86.2                                                                     | 1340.7                                                                   |
| Días de precipitaciones (≥ 1 mm)                                         | 12                                                                       | 13                                                                       | 14                                                                       | 14                                                                       | 12                                                                       | 15                                                                       | 15                                                                       | 14                                                                       | 11                                                                       | 12                                                                       | 11                                                                       | 11                                                                       | 154                                                                      |
| Horas de sol                                                             | 152                                                                      | 160                                                                      | 127                                                                      | 66                                                                       | 34                                                                       | 12                                                                       | 22                                                                       | 74                                                                       | 123                                                                      | 171                                                                      | 174                                                                      | 167                                                                      | 1282                                                                     |
| Humedad relativa (%)                                                     | 76                                                                       | 75                                                                       | 75                                                                       | 76                                                                       | 75                                                                       | 78                                                                       | 76                                                                       | 76                                                                       | 75                                                                       | 73                                                                       | 72                                                                       | 76                                                                       | 75.3                                                                     |
| Fuente n.º 1: Servicio Meteorológico Nacional (Argentina)                |                                                                          |                                                                          |                                                                          |                                                                          |                                                                          |                                                                          |                                                                          |                                                                          |                                                                          |                                                                          |                                                                          |                                                                          |                                                                          |
| Fuente n.º 2: Instituto Meteorológico de Dinamarca (DMI)                 |                                                                          |                                                                          |                                                                          |                                                                          |                                                                          |                                                                          |                                                                          |                                                                          |                                                                          |                                                                          |                                                                          |                                                                          |                                                                          |